# Акутак
Акутак (інуп. ᐊᑯᑕᖅ, англ. Akutaq) — страва ескімосів Аляски і Північної Канади. Також відома як «ескімоське морозиво» (англ. Eskimo ice cream). Самі аборигени Аляски вимовляють назву страви як «агудак», що з юпікської мови перекладається як «щось жирне і перемішане».

## Рецептура
Традиційно страва робиться на основі жиру північного оленя, лося, моржа чи тюленя з додаванням різних інгредієнтів, в залежності від виду страви: з ягодами (журавлиною, морошкою, водянкою, чорницею, малиною), травами і корінням, зібраними з нір мишей-полівок та іншими відповідними продуктами. В якості підсолоджувача, як правило, використовується цукор. Також іноді додаються м'ясо лосося або оленя. В наш час тваринні жири активно замінюються рослинними оліями. Всі інгредієнти ретельно перемішуються і перед вживанням охолоджуються, тому акутак ріднять з традиційним морозивом.